# Sextool

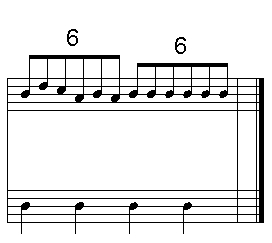
Achtsten-sextolen: er staan nu 6 achtsten op de plek waar normaal 4 achtsten zouden zijn genoteerd.

Een sextool is in de muziek een ritmische antimetrische figuur bestaand uit zes tonen, die samen bijvoorbeeld dezelfde tijdsruimte innemen als vier tonen van gelijke waarde. (Men spreekt dan van zes-tegen-vier.)

## Uitleg
De verdeling van een tel in vieren of in zessen maakt dat een sextool als twee groepjes van drie noten (dus niet als drie groepjes van twee tonen) wordt ervaren. De sextool wordt genoteerd met een (optioneel) boogje of (optioneel) haakje en het cijfer 6. 
Er zijn ook situaties waarbij een sextool de plek van vijf tonen van gelijke waarde inneemt, bijvoorbeeld wanneer in een 5/4 maat een sextool van zes kwarten is genoteerd.
Verwant aan de sextool (6:4 of 6:5) zijn de duool (2:3 of 2:5) (twee noten in de tijd van drie of vijf), de triool (3:2), de kwartool (4:3), de kwintool (5:3 of 5:4), de septool (7:2 of 7:3 of 7:4 of 7:5 of 7:6), enz.